# Natuurpark Sierra de Cebollera

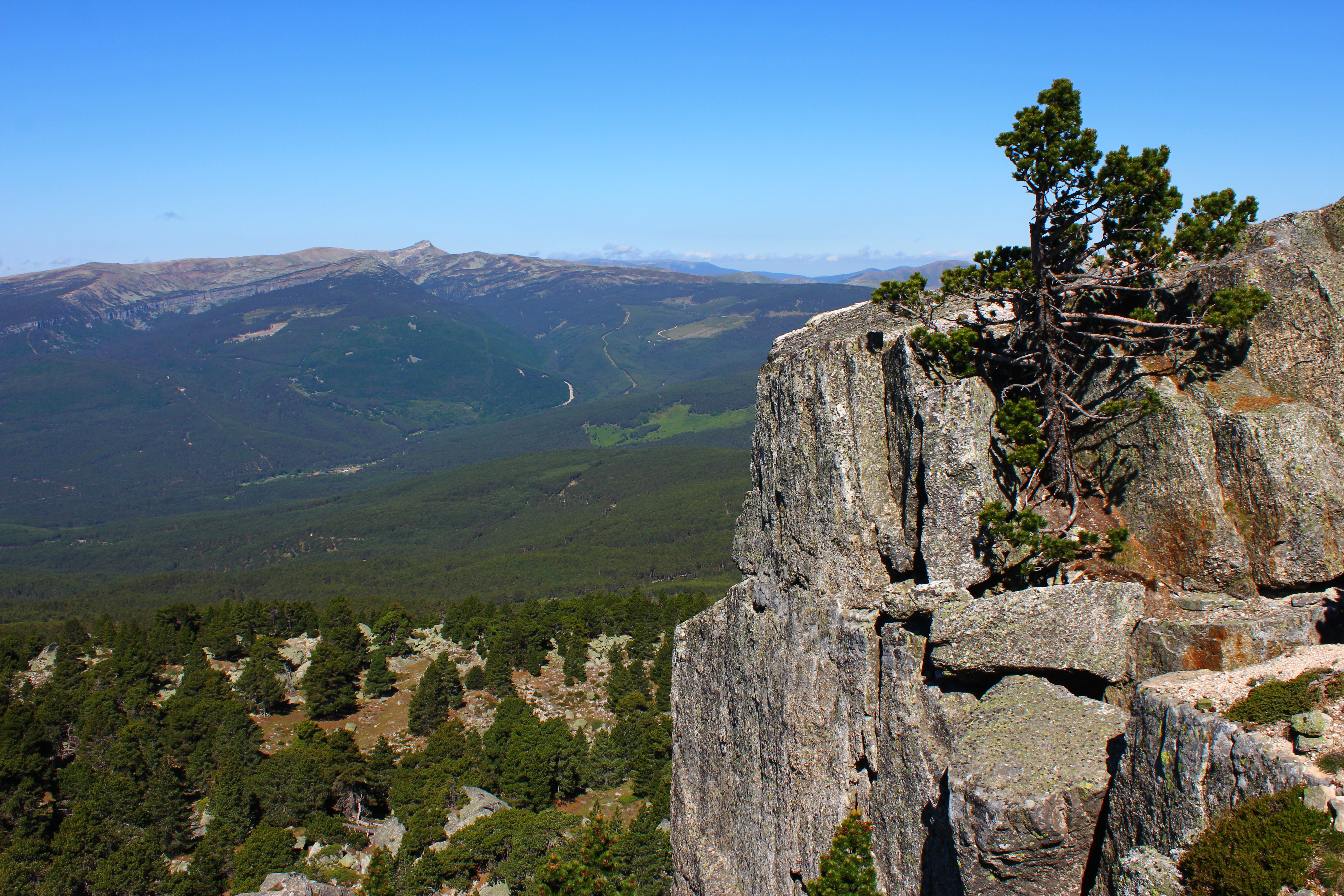

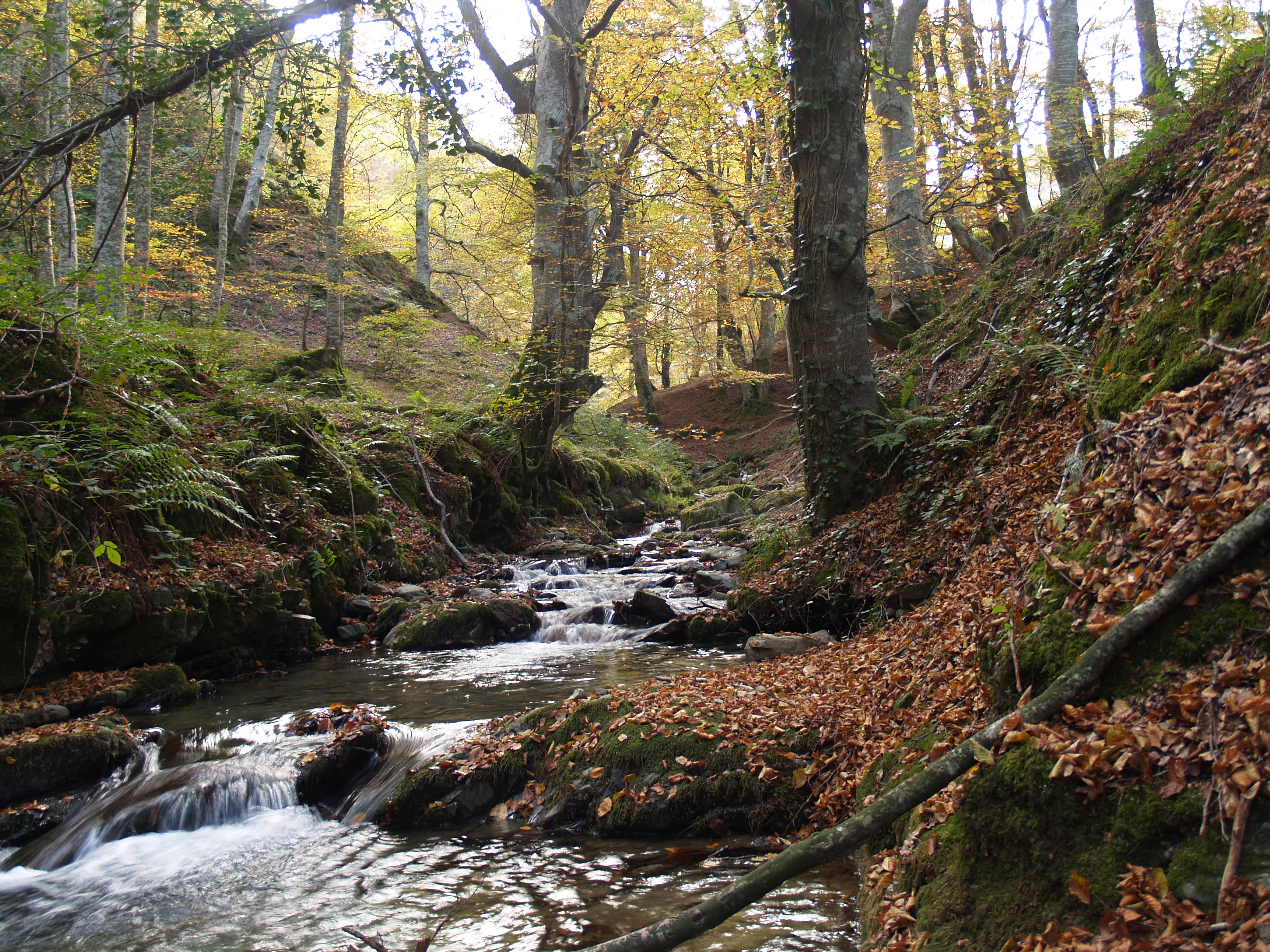

Het Natuurpark Sierra de Cebollera (Spaans: Parque natural de la Siera de Cebollera) is een natuurpark in La Rioja in Spanje. Het natuurpark werd opgericht in 1995 en is 23640 hectare groot. Het natuurpark omvat bergen in het Iberisch Randgebergte met bossen van beuk en den. In het park komt wolf, dwergarend, ree, everzwijn, edelhert voor.